# Змея (созвездие)
Змея́ (лат. Serpens) — экваториальное созвездие. Занимает на небе площадь в 636,9 квадратного градуса, содержит 106 звёзд, видимых невооружённым глазом. Наилучшие условия видимости в июне. Видно на всей территории России. Уникально тем, что это единственное созвездие, состоящее из двух несвязанных частей, разделённых созвездием Змееносец — «Голова змеи» находится северо-западнее, «Хвост змеи» — восточнее.

## Астеризм «Голова змеи»
В части созвездия, именуемой «Голова змеи», находится одноимённый астеризм Голова змеи — треугольник из трёх неярких звёзд (β, κ и γ Змеи). Соответствует части традиционной фигуры созвездия.

## Интересные объекты
- Секстет Сейферта — необычная группа взаимодействующих галактик.
- Шаровое скопление М5.
- θ Змеи (тета Змеи или Рузаль) — пара из двух зеленовато-жёлтых звёзд, видимая в небольшой телескоп.
- Туманность Орёл (М 16 по каталогу Мессье) — крупных размеров туманность, в которой выделяют несколько характерных для визуального запоминания объектов. Среди них газовые столбы (их называют «Столбами Творения») в зоне звездообразования. Это столбы холодного межзвёздного газообразного водорода и пыли, в которых также рождаются звёзды.
- В созвездии Змеи находится звезда Глизе 710, которая приблизится к Солнцу на расстояние 13365 а. е. через 1,35 млн лет. В этот момент её видимая звёздная величина составит −2,7m, а собственное движение — 52,28 угловой секунды в год[1].

## История
В древности созвездие иногда выделялось как самостоятельное и даже было включено Клавдием Птолемеем в его каталог звёздного неба «Альмагест». Правда, в этом случае имелась в виду только часть современного созвездия, а именно Голова Змеи. Однако обычно Змея трактовалось как часть созвездия Змееносец, а окончательно было выделено в отдельное созвездие Международным Астрономическим Союзом лишь в 1922 году.